# Distrito de Vasvár
El distrito de Vasvár (húngaro: Vasvári járás) es un distrito húngaro perteneciente al condado de Vas.
En 2013 tiene 13 623 habitantes. Su capital es Vasvár.

## Municipios
El distrito tiene una ciudad (en negrita) y 22 pueblos
(población a 1 de enero de 2013):
- Alsóújlak (599)
- Andrásfa (222)
- Bérbaltavár (558)
- Csehi (246)
- Csehimindszent (363)
- Csipkerek (342)
- Egervölgy (352)
- Gersekarát (648)
- Győrvár (594)
- Hegyhátszentpéter (105)
- Kám (398)
- Mikosszéplak (312)
- Nagytilaj (138)
- Olaszfa (383)
- Oszkó (637)
- Pácsony (285)
- Petőmihályfa (203)
- Püspökmolnári (878)
- Rábahídvég (1024)
- Sárfimizdó (83)
- Szemenye (318)
- Telekes (523)
- Vasvár (4387) – la capital